# Thomisus projectus
Thomisus projectus là một loài nhện trong họ Thomisidae.
Loài này thuộc chi Thomisus. Thomisus projectus được Benoy Krishna Tikader miêu tả năm 1960.